# Charles Powell (homme politique)
Pour les articles homonymes, voir Charles Powell et Powell.
Charles David Powell (né le 6 juillet 1941) est un diplomate et homme d'affaires britannique qui est l'un des principaux conseillers en politique étrangère de la Première ministre Margaret Thatcher dans les années 1980.

## Jeunesse et éducation
Fils du vice-maréchal de l'Air John Frederick Powell et de sa femme Ysolda, Powell fait ses études à la Cathedral Choir School de Cantorbéry, à King's School, Cantorbéry ; et au New College, Oxford, obtenant un BA en 1963 avec les honneurs de première classe en histoire moderne. Son frère, Sir Chris Powell, est annonceur, un autre, Jonathan, est chef de cabinet du Premier ministre Tony Blair.

## Carrière

### Diplomatique
Charles Powell rejoint le service diplomatique en 1963. Son premier poste est troisième secrétaire à Helsinki en 1965, où il est promu deuxième secrétaire. En 1968, il retourne à Londres et passe trois ans au ministère. Il est nommé premier secrétaire à Washington, DC en 1971, en tant que secrétaire privé de l'ambassadeur. Les affectations suivantes sont à Bonn en 1974 et, en tant que conseiller, à Bruxelles en 1980 . Il est détaché au 10 Downing Street et est secrétaire particulier de Margaret Thatcher (de 1983 à 1990) puis secrétaire particulier de John Major (de 1990 à 1991). Pendant qu'il travaille pour Mme Thatcher, il est l'un de ses conseillers en politique étrangère les plus proches.

### Affaires
Depuis 1992, Powell siège aux conseils d'administration de Jardine Matheson, LVMH - Moët Hennessy Louis Vuitton, Caterpillar, Textron, Mandarin Oriental, Hongkong Land Ltd et du Groupe Schindler. Il préside le conseil consultatif international de Rolls-Royce et est membre des conseils consultatifs de Barrick Gold, Chubb Insurance et Thales, et conseiller stratégique de BAE Systems et conseiller de Bowmark Private Equity. Il est pendant dix ans président du China-Britain Business Council et du Singapore British Business Council, ainsi que président de l'Asia Task Force du gouvernement britannique.

## Carrière publique
Il est créé pair à vie dans les honneurs du Nouvel An 2000 en tant que baron Powell de Bayswater, de Canterbury dans le comté de Kent et siège comme crossbencher à la Chambre des lords. Il est actuellement membre du Comité mixte sur la stratégie de sécurité nationale.
Il est président du British Museum Trust, président des administrateurs de la Said Business School à l'Université d'Oxford, et administrateur de la Said Foundation, des bourses Margaret Thatcher à Oxford, du Margaret Thatcher Archive Trust à Cambridge, président de l'Atlantic Partnership et membre du conseil de campagne du King's College de Londres.
Powell est membre honoraire du Ashmolean Museum d'Oxford, membre de la Fondation du Somerville College d' Oxford et membre honoraire du King's College de Londres, professeur invité à l'Université St Mary et titulaire d'un doctorat honorifique de l'Université Shiv Nadar en Inde.

## Vie privée
Il épouse Carla Bonardi en 1964. Ils ont deux fils, nés en 1967 et 1968.
Il est nommé Chevalier Commandeur de l'Ordre de Saint-Michel et Saint-Georges (KCMG) sur la liste des honneurs de retraite du Premier ministre de décembre 1990. En 2001, il reçoit l'Étoile de la fonction publique du gouvernement de Singapour.